# Thiergeville
Thiergeville ist eine französische Gemeinde mit 398 Einwohnern (Stand: 1. Januar 2022) im Département Seine-Maritime in der Region Normandie. Sie gehört zum Arrondissement Le Havre und zum Kanton Fécamp (bis 2015: Kanton Valmont). Die Einwohner werden Thiergevillais genannt.

## Geographie
Thiergeville liegt im Pays de Caux etwa 38 Kilometer nordöstlich von Le Havre. Umgeben wird Thiergeville von den Nachbargemeinden Valmont im Norden und Nordosten, Thiétreville im Osten, Daubeuf-Serville im Süden und Südosten, Bec-de-Mortagne im Süden und Südwesten, Contremoulins im Westen und Südwesten, Toussaint im Westen sowie Colleville im Nordwesten.

## Bevölkerungsentwicklung
| Jahr                      | 1962 | 1968 | 1975 | 1982 | 1990 | 1999 | 2006 | 2013 |
| Einwohner                 | 310  | 308  | 272  | 257  | 279  | 293  | 336  | 404  |
| Quelle: Cassini und INSEE |      |      |      |      |      |      |      |      |

## Sehenswürdigkeiten
- Kirche Saint-Martin aus dem 18. Jahrhundert
- Schloss Fiquainville aus dem 18. Jahrhundert